# Juez federal de los Estados Unidos
En Estados Unidos, el título de juez federal (en inglés: federal judge) usualmente se refiere a un juez elegido por el presidente y confirmado por el Senado, de acuerdo al artículo III de la Constitución de los Estados Unidos. 
Además de la Corte Suprema de los Estados Unidos, cuya existencia y algunos aspectos de cuya jurisdicción están más allá de las atribuciones constitucionales del Congreso de modificarla, las leyes del Congreso han establecido 13 cortes de apelaciones (también llamados "cortes" o "tribunales de circuito") con jurisdicción de apelación sobre diferentes regiones de los Estados Unidos, y 94 cortes de distrito. Cada juez designado para dichos tribunales cae en la categoría de juez federal. Estos incluyen el Juez Presidente y los Jueces Asociados de la Corte Suprema, los Jueces de Circuito de los tribunales de apelaciones y los
jueces de los tribunales de distrito de los Estados Unidos. Todos estos jueces, en ocasiones, son denominados como "jueces del Artículo III", porque ejercen el poder judicial que recae en la rama judicial del gobierno federal en el artículo III de la Constitución de los Estados Unidos. Además, los jueces del Tribunal de Comercio Internacional son designados de conformidad con el artículo III. 
Otros jueces que sirven en los tribunales federales, incluyendo los jueces magistrados y jueces de bancarrota, también son referidos como "jueces federales", sin embargo, no son nombrados por el presidente ni confirmados por el Senado, y su poder se deriva del artículo I de la Constitución.
A enero de 2008, los jueces de distritos tenían un salario de 169 300$ anual, los jueces de circuito 179 500$, los jueces asociados 208 100$ y el juez presidente 217 400$.